# Mięsień podobojczykowy

Mięśnie podobojczykowe

Mięsień podobojczykowy (łac. musculus subclavius) – w anatomii człowieka mały, wrzecionowaty mięsień położony między obojczykiem a pierwszym żebrem. Bocznie przyczepia się do dolnej powierzchni obojczyka. Biegnie skośnie ku dołowi i przyśrodkowo, gdzie przyczepia się do powierzchni górnej pierwszego żebra na granicy chrzęstno-kostnej.
Unaczyniony jest przez tętnicę nadłopatkową, a unerwiony przez nerw podobojczykowy C5–6.
Mięsień ten obniża obojczyk i kieruje go ku przodowi. Rozszerza światło żyły podobojczykowej przy unoszeniu ramienia.